# Dunajská kapela
Dunajská Kapela (deutsch Donau-Kapelle) ist eine slowakische Blaskapelle, die vor allem böhmische und mährische Blasmusik spielt.
Dunajská Kapela besteht aus 13 Musikanten und spielt vor allem böhmische und mährische Blasmusik, die teilweise von den Musikern selbst komponiert wurde. Im März 2004 gegründet, ist eine Kapelle entstanden, die sich der Tradition und Folklore der slowakischen und mährischen Blasmusik verpflichtet fühlt.
Im September 2004 gewann Dunajská kapela bei der Europameisterschaft der böhmisch-mährischen Blasmusik in Bojnice den Titel Europameister 2004 (Profiklasse).

## Diskographie
- Europameister (2004)
- Vol. 2 – z Bratislavy (2006)
- Wie in einem Märchen (2009)
- Vol. 4 (2011)
- Vol. 5 – 10 Jahre (2014)
- Jubiläums-CD Vol. 7 – 20 Jahre (2024)

## Auszeichnungen
- 2004: Europameister der böhmisch-mährischen Blasmusik in der Profistufe in Bojnice, Slowakei